# Alta costura (película)
Alta costura es una película española dirigida por Luis Marquina y estrenada en el año 1954. B/N. Rodada en Madrid.

## Argumento
Temprana película policíaca española, con los pases de modelos como fondo, en los cuales se deleita la cámara en las protagonistas, con leve toque erótico.